# نيويورك ميتس
نيويورك ميتس هو فريق كرة قاعدة أمريكي أٌسس عام 1962. يلعب الفريق في دوري كرة القاعدة الرئيسي.